# Евхаристински манастир (София)
Манастирът „Сестри евхаристинки“ е действащ католически манастир и дом на сестрите евхаристинки. Той е разположен в квартал „Овча купел“ в град София и се намира до сградата на Нов български университет.

## История
Монашеската общност, посветена на Светата евхаристия (причастие), известна като Общност на сестрите евхаристинки е основана в Егейска Македония през 1889 г. Общността работи в сферата на благотворителността и просветната дейност. След Първата световна война общността се премества в София и през 20-те години на XX век основава манастир в района на църквата „Свети Франциск“. До 1948 г. към манастира има сиропиталище „Княгиня Евдокия“ за около 100 момичета. През 1962 г. е отнета сградата на манастира и сестрите са настанени в малка къща съседна на църквата „Свети Франциск“.
През 30-те години Апостолическият делегат в България Анджело Ронкали закупува място в Овча купел с цел построяване на храм на общност на сестрите, но настъпилите политически промени в България през 40-те години не позволяват това да се реализира. Имотът е национализиран и върху него е построено бившето АОНСУ.
В края на XX век земята е реституирана на църквата и върху нея започва изграждането на нов манастирски комплекс на общност „Сестри евхаристинки“, със средства от дарения от други манастири в Европа и местни благодетели. В манастира е установено Генералното управление на монашеската общност за всички сестри от България и Република Македония. Към манастира работи медицински център „Йоан Павел Втори“, който разполага с клинична лаборатория и център за социално слаби.
През 2001 г. започва изграждането на храм към манастирския комплекс. През октомври 2005 г. храмът Свети Йоан XXIII е осветен.

## Параклис „Свети Йосиф“
Параклисът „Свети Йосиф“ се намира в сградата със спалните помещения на манастира.
Празник – 26 декември.